# Вусач-раґій
Перев'язник (Rhagium Fabricius, 1775) — рід жуків з родини Скрипунових. 
В Україні поширено чотири види:
- Перев’язник чересовий – Rhagium bifasciatum Fabricius, 1775
- Перев’язник березовий – Rhagium mordax (Degeer, 1775)
- Перев’язник дубовий – Rhagium sycophanta (Schrank, 1781)
- Перев’язник ребристий – Rhagium inquisitor (Linnaeus, 1758)